# Dragonair (Pokémon)
Dragonair is een Pokémon van het type Dragon and Fairy (draak). 
50% zijn van het mannelijk geslacht en 50% vrouwelijk. Ze bezitten de krachten om de elementen te veranderen bijvoorbeeld om het te laten regenen of te laten sneeuwen. In het eerste seizoen was hij ook te zien samen met Dratini, maar de aflevering was niet meer te zien buiten Japan wegens wapengebruik. Dratini en Dragonair waren later terug te zien in Blackthorn City van de Gymleidster Claire in het Master Quest seizoen. 
Dragonair is de geëvolueerde vorm van Dratini en evolueert in Dragonite op level 55. Er wordt beweerd dat Dragonair kan vliegen.

## Ruilkaartenspel
Er bestaan negen Dragonair kaarten met het type Colorless als element: zes standaard kaarten (één enkel in Japan), een Dark Dragonair, een Erika's Dragonair en een Light Dragonair kaart. Verder bestaan er nog twee Lightning-type Dragonair δ-kaarten, één Grass-type Dragonair δ-kaart en twee Darkness type Dark Dragonair kaarten.

### Dragonair (Base Set 18)
Dragonair (Japans: ハクリュー Hakuryu) is een Colorless-type Stadium 1 Pokémonkaart. Het maakt deel uit van de Base Set. Hij heeft een HP van 80 en kent de aanvallen Slam en Hyper Beam. Dit zijn beide aanvallen die Dragonair in de spellen kan leren: Slam op level 21 en Hyper Beam op level 75, terwijl de Dragonair op deze kaart maar van level 33 is.